# Wormaldia tagananana
Wormaldia tagananana là một loài Trichoptera trong họ Philopotamidae. Chúng phân bố ở miền Cổ bắc.